# Неверково (Ярославская область)
Неверково — село Борисоглебского района Ярославской области, входит в состав Вощажниковского сельского поселения.

## География
Расположено на берегу речки Яксура в 18 км на северо-запад от центра поселения села Вощажникова и в 28 км на север от райцентра посёлка Борисоглебский. 

## История
Церковь села Неверкова существует с 1802 года, престолов было два: Сошествия Святого Духа и св. чудотворца Николая.
В конце XIX — начале XX село являлось центром Неверковской волости Угличского уезда Ярославской губернии.
С 1929 года село являлось центром Неверковского сельсовета Борисоглебского района, с 2005 года — в составе Вощажниковского сельского поселения.
До 2013 года в селе действовала Неверковская основная общеобразовательная школа.

## Население
| 1859 | 1914 | 2007 | 2010 |
| ---- | ---- | ---- | ---- |
| 93   | ↗213 | ↘173 | ↘157 |

## Инфраструктура
В селе имеются дом культуры, фельдшерско-акушерский пункт, отделение почтовой связи.

## Достопримечательности
В селе расположена недействующая Церковь Сошествия Святого Духа (1802). 